# Ursus arctos sitkensis
Ursus arctos sitkensis — один з підвидів бурого ведмедя. Він має унікальну генетичну структуру, яка ріднить його як з бурими, а й з білими ведмедями.

## Поширення
Підвид поширений на трьох островах — Адміралтейський, Баранова і Чичагова, з архіпелагу Олександра біля південно-східного узбережжя штату Аляска. Мешкає у помірних дощових лісах.

### Популяція
Згідно зі звітами МСОП за 2012 рік на острові Адміралтейський зареєстровано 1500 особин, з яких 850 статевозрілих, а на островах Баранова і Чичагова — 2600 особин, з яких 1430 статевозрілих. Популяція є стабільною та внесена до категорії МСОП з найменшим ризиком.

## Опис
За зовнішнім виглядом він найбільше схожий на аляскинського ведмедя (Ursus arctos gyas). Дорослі самці важать в середньому 195—390 кг, а дорослі самиці — 95-205 кг. Зріст дорослої особини коливається в середньому від 90 до 110 см у плечі. Забарвлення хутра кольору молочного шоколаду. У нього горбата спина та злегка куполоподібний профіль морди.